# マコーレー・カルキン
マコーレー・マコーレー・カルキン・カルキン（英: Macaulay Macaulay Culkin Culkin [məˈkɔ:li]、生誕名: マコーレー・カーソン・カルキン、英: Macaulay Carson Culkin、1980年8月26日 - ）は、アメリカ合衆国の俳優。7人兄弟（5男2女）の次男（第3子）で、弟に同じく俳優のキーラン・カルキン、ロリー・カルキンらがいる。父は舞台俳優のキット・カルキン、叔母に女優のボニー・ベデリアがいる。身長167.6cm、体重146 lbs（66kg）。アイルランド系アメリカ人。
『ホーム・アローン』で一躍有名になるも、子役時代に異例の莫大な金額を稼いだことをきっかけに、様々なトラブルに巻き込まれて引退。10代でアルコール依存症に悩まされ、20代で薬物に手を染めた。その後は、30代後半からインディーズ系の作品や、テレビシリーズのゲスト的な役割に呼ばれる機会が増えて、2018年にはCMの企画で『ホーム・アローン』のケビンを26年ぶりに再演するなど2020年代現在は安定した活動を行っている。

## 経歴

### 子役時代

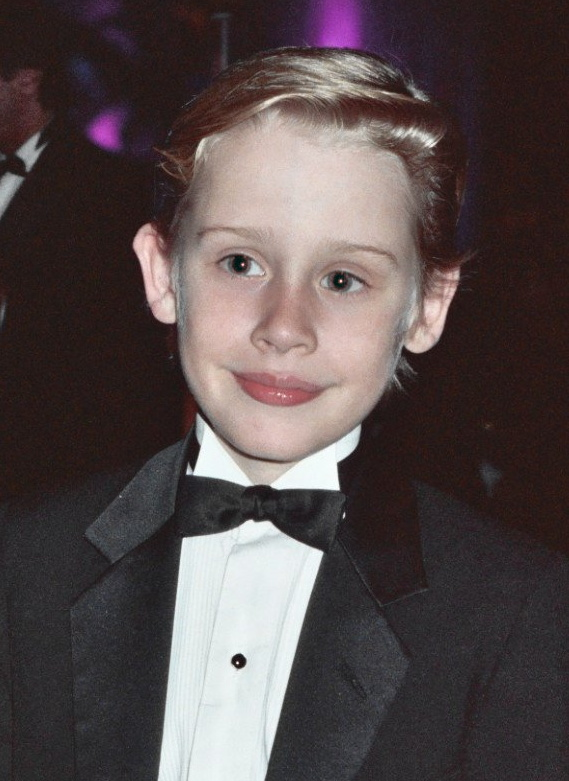
1991年

4歳からYMCAのダンス・スクールでバレエを習い、アメリカン・バレエ・スクールに進む。ニューヨークのシティ・バレエ団で『くるみ割り人形』などの舞台に立つ。
1987年に映画デビュー。
1990年に10歳で出演した『ホーム・アローン』が世界中で大ヒットし、世界一有名な子役（『ギネスブック』認定）となる。
1991年に主演した『マイ・ガール』も大ヒットし、1992年には続編である『ホーム・アローン2』に出演。前作と同様に世界中で大ヒットとなった。
この時にギャラが前作の10万ドルから450万ドルまで跳ね上がり、ドル箱子役として持てはやされた。その後もギャラは高騰し続け、1993年に出演した『ゲッティング・イーブン』と、1994年に出演した『リッチー・リッチ』では、子役としては破格の800万ドルのギャラが支払われた。

### 両親のトラブル
しかし、マコーレーの非常識な要求などによって、1994年後半にはオファーが減少してしまう。
さらに、1995年に両親が別れ（元々結婚していなかったので離婚ではない）、マコーレーが稼いだ1,700万ドル（当時のレートで約17億円）を巡って裁判を起こした。裁判は泥沼化し、1996年にマコーレーは「父と母が裁判に決着をつけるまで、自分はどの作品にも出演しない」と俳優活動の休業を発表した。
ホーム・アローンの監督であるクリス・コロンバスはこの騒動について、「どちらがこの子を育てたいかで争うならわかる。でも、このふたりはどちらがこの子の稼ぎを取り続けるのかで争っている。自分が子供の立場だったら、とても悲しいだろう」とコメントした。
一連のトラブルの影響で10代半ばにして重度のアルコール依存症となり、日中に酒瓶を片手に街路を徘徊する様子が報道された。
1997年2月、裁判所が「マコーレーの稼いだお金は、家族ではなくマコーレーの会計士が管理するように」と命じ、同年の4月にマネージャーを務めていた父親がすべてを放棄する形で裁判は終了した。
マコーレーは18歳まで、この裁判で争われた自身の稼いだ金額を知らず、その莫大な額に「辛いことばかりだったけどこれまでの成果を見たような気持ちになり、すごく嬉しくなった」とコメントしている。

### 子役引退
その後、この両親の裁判をきっかけに役者を引退することを決意し、「普通の学生生活を送りたい」と子役のために設立された高校に入学し、そこで同い年の女優のレイチェル・マイナーと出会い交際に発展。学校を中退して1998年4月に17歳という若さでレイチェルとの婚約を発表し、2カ月後に結婚したが、2000年に離婚した。
1998年に発表されたソニック・ユースの｢Sunday｣のプロモーションビデオに出演する。ビデオの監督はハーモニー・コリン。舞台には時々出演していたが、2003年の『パーティー・モンスター』で俳優活動を再開した。2004年9月17日規制薬物とマリファナ所持で逮捕。その後は俳優業へ復帰。
2012年2月に、ピザ・アンダーグラウンドというヴェルヴェット・アンダーグラウンドやルー・リードのカヴァーバンドが結成され、2013年12月にデモ音源が公開された。ピザ・アンダーグラウンドは、ヴェルヴェット・アンダーグラウンドとルー・リードの楽曲をカヴァーする際には、歌詞には必ず「ピザ」について歌うというコンセプトのバンドである。2016年に解散。

### 近年の活動
2015年頃から本格的に俳優活動を再開。『チェンジランド』（2019年公開）の撮影に参加していることが2018年に報じられた。
2018年のクリスマスにはGoogleアシスタントのコマーシャル・フィルムに出演し、『ホーム・アローン』のケビンを26年ぶりに再演し大きな話題となった。
同年11月にトーク番組にてミドルネームの「カーソン」を改名する意向を示し、12月に自身のウェブサイトにて、新たなミドルネームのファン投票を行った。5つの候補の中から「マコーレー・カルキン」が選ばれ、2019年内にマコーレー・マコーレー・カルキン・カルキン（Macaulay Macaulay Culkin Culkin）に正式に改名することを発表し、2019年には正式にミドルネームの変更が完了した。
2019年8月、ディズニーが『ホーム・アローン』のリメイク作品の制作発表を行ったことを受けて、ツイッターで主人公の少年の現在の姿として自身の写真を公開した。
2020年8月、40歳の誕生日を迎えたカルキンは、「やあ、みんなは老いを感じたいかい？　ボクはもう40歳だ。どういたしまして。（Hey guys, wanna feel old? I'm 40. You're welcome.）」とツイートし、このツイートは、史上9番目に「いいね！」されたツイートとなった。
2021年11月にはハリウッドで行われた「GUCCI LOVE PARADE」コレクションに、モデルとして出演した。
2023年12月1日、ハリウッド・ウォーク・オブ・フェームに名前が刻まれた。セレモニーには妻のブレンダ・ソングと子供たち、『ホーム・アローン』で母親役だったキャサリン・オハラも出席した。
2024年には『ホーム・アローン』をテーマにしたUber Eatsのコマーシャルに出演。

## 私生活
2017年、映画の撮影で出会ったブレンダ・ソングと交際をはじめ、2022年に婚約。
2021年4月5日、ブレンダとの間に第一子となる息子が生まれ、2008年に死亡したカルキンの姉にちなみ、ダコタと名付けられた。2022年12月には次男が生まれている。

## マイケル・ジャクソンとの交友
1991年、マイケル・ジャクソンの曲「ブラック・オア・ホワイト」のショートフィルムに登場するなど、ジャクソンと交友があったため、「マイケルがマコーレーに性的虐待」との憶測がメディアに出ることになる。
2005年のマイケル・ジャクソン裁判では法廷に呼ばれ、ジャクソンとベッドで一緒に寝たことに、性的な意味合いは一切ないと否定した。カルキンのこの主張はジャクソンの一連の容疑を晴らすことに貢献し、ジャクソンは無罪となり釈放された。ジャクソンの娘のパリス・ジャクソンとは今でも交流がある。

## 死亡説
2012年、あまりの激やせぶりから重度のヘロイン中毒で余命半年と報じられたことが話題になる。この後も何度か、死亡したとのニュースがネット上に流れており、2014年11月8日には大手メディアであるMSNBCのウェブサイトを連想させる MSNBC.website.com というアドレスから訃報が流されたが、彼の所属するバンドの関係者によって否定されている。

## 出演作品
※太字表記は主演。

### 映画
| 公開年 | 題名                                               | 役名                             | 備考                  |
| ------ | -------------------------------------------------- | -------------------------------- | --------------------- |
| 1988   | ジブラルタル号の出帆 Rocket Gibraltar              | Cy Blue Black                    |                       |
| 1989   | いくつもの朝を迎えて See You in the Morning        | ビリー・リビングストーン         |                       |
| 1990   | おじさんに気をつけろ! Uncle Buck                   | マイルズ・ラッセル               |                       |
| 1991   | ジェイコブス・ラダー Jacob's Ladder                | ゲイブ                           |                       |
| 1991   | ホーム・アローン Home Alone                        | ケビン・マカリスター             |                       |
| 1992   | マイ・ガール My Girl                               | トーマス・J・セネット            |                       |
| 1992   | オンリー・ザ・ロンリー Only the Lonely             | ビリー                           |                       |
| 1992   | ホーム・アローン2 Home Alone 2: Lost in New York   | ケビン・マカリスター             |                       |
| 1993   | マコーレー・カルキン/くるみ割り人形 The Nutcracker | くるみ割り人形                   | バレエ映画            |
| 1994   | 危険な遊び The Good Son                            | ヘンリー・エヴァンス             |                       |
| 1994   | ゲッティング・イーブン Getting Even with Dad       | ティミー・グリーソン             |                       |
| 1994   | ページマスター The Pagemaster                      | リチャード・"リッチー"・タイラー | 声の出演 ビデオスルー |
| 1995   | リッチー・リッチ Richie Rich                       | リッチー・リッチ                 |                       |
| 2004   | パーティ★モンスター Party Monster                  | マイケル・アリグ                 |                       |
| 2005   | セイブド! Saved!                                   | ローランド                       | ビデオスルー          |
| 2007   | 男と女の不都合なセックス事情 Sex and Breakfast     | ジェームス                       |                       |
| 2011   | The Wrong Ferrari                                  | 本人役                           |                       |
| 2015   | Adam Green's Aladdin                               | ラルフ                           |                       |
| 2019   | Changeland                                         | イアン                           |                       |

### テレビ
| 年        | 題名                                                                 | 役名                 | 備考                                     |
| --------- | -------------------------------------------------------------------- | -------------------- | ---------------------------------------- |
| 2009      | Kings                                                                | アンドリュー・クロス |                                          |
| 2015-2017 | :Dryvrs                                                              | ヒーロー             |                                          |
| 2019      | Dollface                                                             | ダン・ハケット       | 1エピソード「ヒストリー・バフ」          |
| 2022      | アメリカン・ホラー・ストーリー American Horror Story: Double Feature | ミッキー             | 2つの物語「赤い海」                      |
| 2022      | キッド・カディ: Entergalactic Entergalactic                          | ダウンタウン・パット | 声の出演 Netflixオリジナル映画           |
| 2022      | The Righteous Gemstones                                              | ハーモン・フリーマン | 2エピソード                              |
| TBA       | フォールアウト Fallout                                               | TBA                  | 第2シーズンより登場 Amazonオリジナル映画 |

### ウェブ
| 年   | 題名                      | 役名   | 備考              |
| ---- | ------------------------- | ------ | ----------------- |
| 2018 | The Angry Video Game Nerd | 本人役 | 第164話ゲスト出演 |

## 関連文献
- BBC News report on drug charges
- Oklahoma Court case file report